# Michael Hossack

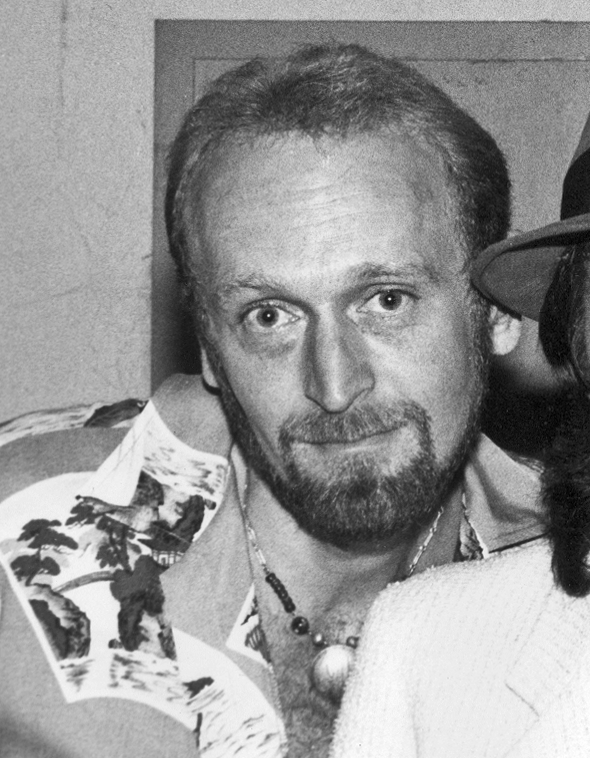
Hossack in 1982

Michael Hossack (Paterson (New Jersey), 17 oktober 1946 – Dubois (Wyoming), 12 maart 2012) was een Amerikaans drummer.
Hossack leerde drummen in de Little Falls Cadets, een Boy Scout-showorkest, en andere bandjes gelieerd aan het leger. Daar leerde hij samen te spelen met andere slagwerkers. Na het afronden van de highschool moest Hossack zelf het leger in en moest gedurende vier jaar naar Vietnam. Eenmaal terug in 1969 zag het ernaar uit dat hij iets bij de politie ging doen, maar een vriend raadde hem aan te solliciteren bij de plaatselijke band Mourning Rain. De band had ondanks concerten in New York geen uitzicht op “roem” en de band vertrok naar San Francisco, toen een van de centra van de popmuziek. Mourning Rain sloot zich aan bij een management, dat net ook een andere band aan het begeleiden was: The Doobie Brothers. Na verloop van tijd werd Hossack gevraagd om een jamsessie van de Doobies mee te spelen, hetgeen eigenlijk een verkapt sollicitatiegesprek was. In die tijd was het mode om meerdere drummers te hebben en na het beluisteren van Hossack en Doobies vaste drummer John Hartman, hadden de Doobies twee drummers, net als vakgenoten Grateful Dead en Allman Brothers Band. Hossacks eerste album was Toulouse Street. Dat album was met name in de Verenigde Staten succesvol en werd opgevolgd door The captain and me (1973) en What were once vices are now habbits (1974). Het vele toeren brak Hossack, inmiddels voorzien van bijnaam Big Mike, in 1974 op. Hij stapte over naar de veel rustiger band Bonaroo, die maar tot 1 album kwam (Bonaroo uit 1975). Vervolgens werd het de Dudek Finnigan Krueger Band (DFK) met Les Dudek, Mike Finnigan en Jim Krueger. Daarna kocht hij zich in in de North Hollywood geluidsstudio. Tussendoor genoot hij van motorrijden en nam hij tijd voor het opvoeden van zijn kinderen.
In 1987 nam Keith Knudsen, zijn opvolger na What were once vices, contact met hem op. De Doobies waren inmiddels opgeheven, maar Knudsen wilde een aantal benefietconcerten geven voor Vietnamveteranen. Hossack stemde toe en door het grote succes van de benefietconcerten werd de Doobie Brothers heropgericht. Vanaf dan zat Hossack weer achter zijn drumkit, totdat hij op 22 juni 2001 betrokken raakte bij een verkeersongeluk. Hij was met de motor onderweg naar een concert in Lake Tahoe maar moest met het vliegtuig naar een ziekenhuis in Sacramento. Hij moest maanden revalideren, maar Hossack slaagde erin zich weer bij de Doobies te voegen. In 2010 werd bij hem kanker geconstateerd, waaraan Hossack uiteindelijk op 22 maart 2012 overleed.

## Discografie

### Doobie Brothers
- Toulouse Street
- The captain and me
- What were once vices are now habits
- Cycles
- Brotherhood
- Rockin' down the highway: The Wildlife Concert
- Best of the Doobie Brothers Live
- Sibling Rivalry
- Divided Highway
- Live at Wolf Trap

### Bonaroo
- Bonaroo